# V-Cord
V-Cord – jeden z pierwszych wideoformatów kasetowych konstrukcji Sanyo i Toshiby z początku lat 70. XX w.
Pierwsza wersja V-Cord zapisywała 20 minut obrazu czarno-białego na kasecie.
Wersja kolejna V-Cord II, była bardziej unowocześniona i pozwalała uzyskać jakość wizji i fonii prównywalną z późniejszym system Betamax. Czas nagrywanie do 120 minut na kasecie. Obraz i dźwięk zapisywany był na tasmie 1/2". Wymiary kaset obu wersji zbliżone do formatu Betamax. Opasanie bębna wizyjnego w układzie U-Matic.
W systemie V-Cord II zastosowano po raz pierwszy tryb LongPlay, stop klatkę oraz przewijanie z podglądem.